# Batte Ungarin
Batte Ungarin (hebr. בתי אונגרין) – osiedle mieszkaniowe w Jerozolimie w Izraelu, znajdujące się na terenie Zachodniej Jerozolimy.

## Położenie
Osiedle leży w północnej części miasta. Na północy znajduje się osiedle Bet Jisra’el, na zachodzie Me’a Sze’arim, na południu Morasza, a na wschodzie Bab az-Zahira.

## Historia
Osiedle powstało w 1891 jako mieszkanie dla ubogich ultra-ortodoksyjnych żydowskich imigrantów z Węgier. W 1900 w osiedlu było już sto domów i kilka synagog.
Zabudowa osiedla składa się z dwu- lub trzypiętrowych domów mieszkalnych, które wybudowano równolegle do ulicy granicznej z osiedlem Me’a Sze’arim. Zazwyczaj mieszkania są wynajmowane w stanie urządzonym.